# Салинас-и-Теруэль, Агустин
Агустин Салинас-и-Теруэль (Сарагоса, 1861 — Италия, 1915) — испанский художник, младший брат Хуан Пабло Салинас-и-Теруэль (1871—1946)

## Биография
Обучался в Мадриде, сначала в Школе коммерции, искусств и ремесел, а затем в Высшей школе изобразительных искусств. В 1881 году на Национальной выставке представил работу «Изучение жизни» (Estudio del natural).
В 1882 году получил пенсию от правительства провинции Сарагоса, и продолжил обучение живописи в Академии Испании в Риме в течение трёх лет. Когда пенсия закончилась, ему удалось продлить свое пребывание благодаря письму Франсиско Прадилья, с которым он также смог поехать в Рим в 1886 и 1887 годах. В качестве обязательства по выплате пенсии он прислал из Рима две работы: «Зефир» и «Ущелье смерти» . В Риме он познакомился со своим братом, тоже художником, Хуаном Пабло Салинасом Теруэлем.
Большой любитель путешествий, он несколько раз посещал Нидерланды и Бразилию, где участвовал в Общей выставке изящных искусств в 1910 году.

## Галерея

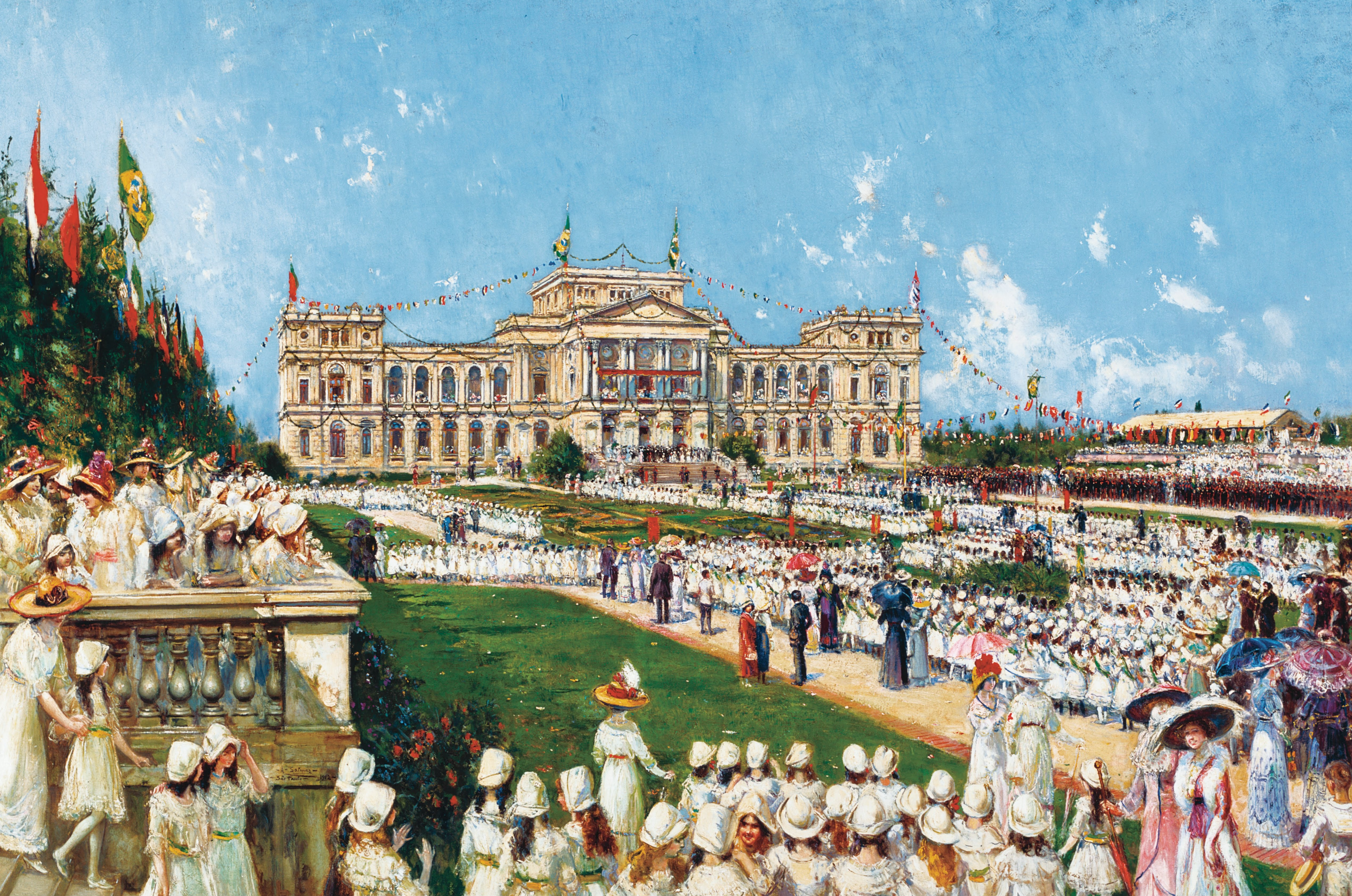
Школьный фестиваль в Ипиранге (1912)
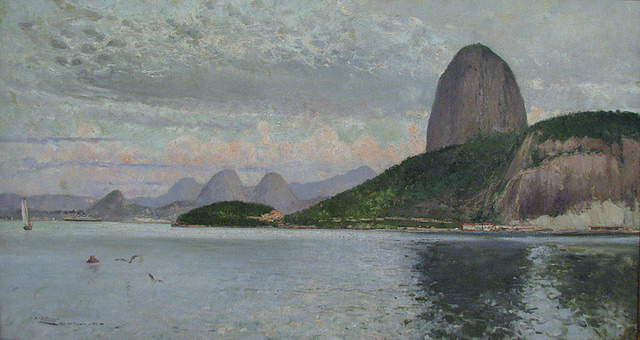
Гуанабара (1911)
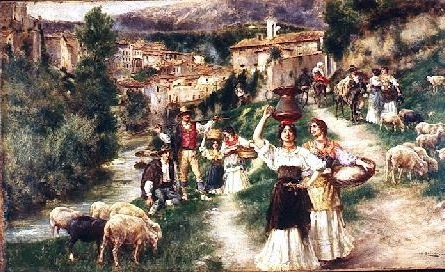
Поля Аньене (1911)
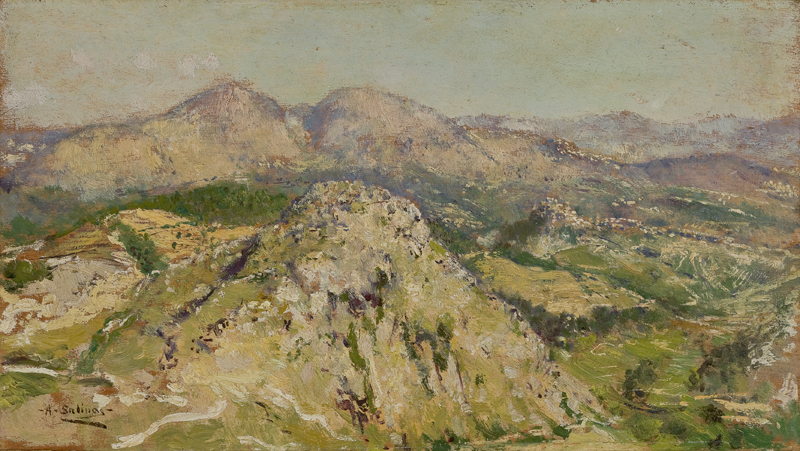
Горный пейзж
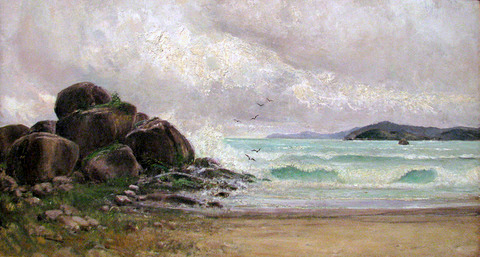
Камень воров (Сантус) (1917)
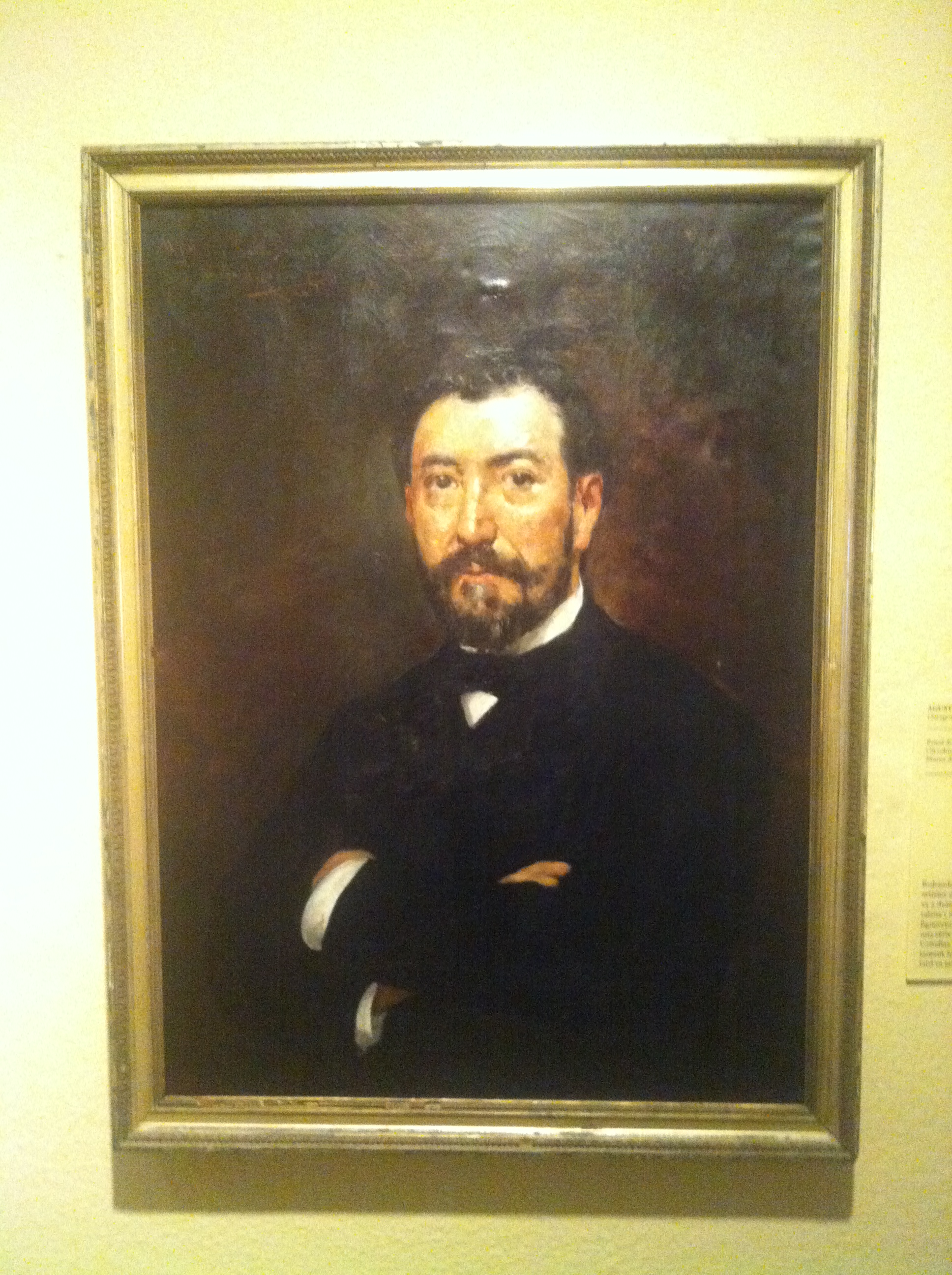
Портрет Жозепа Рубау Донадо